# Vira Chorny-Meshkova
Vira Chorny-Meshkova (nascuda el 1963, Віра Чорний-Мешкова) és una poetessa i traductora ucraïnesa establerta a Macedònia que ha traduït obres ucraïneses al macedoni i obres macedonies a l'ucraïnès. Va ser coautora de la investigació titulada "І пізнайте істину та істина визволить вас..." ("I coneix la veritat i la veritat et farà lliure...") sobre els llaços culturals entre Macedònia i Ucraïna. Va traduir el seu llibre Київські епіграми (Epigrames de Kíiv) a l'ucraïnès, i va ser la primera obra que es va publicar a Macedònia en llengua ucraïnesa.
És membre de la Unió Nacional d'Escriptors d'Ucraïna.